# Клотес (Торино)
Клотес је насеље у Италији у округу Торино, региону Пијемонт.
Према процени из 2011. у насељу је живело 5 становника. Насеље се налази на надморској висини од 920 м.